# 로스커먼

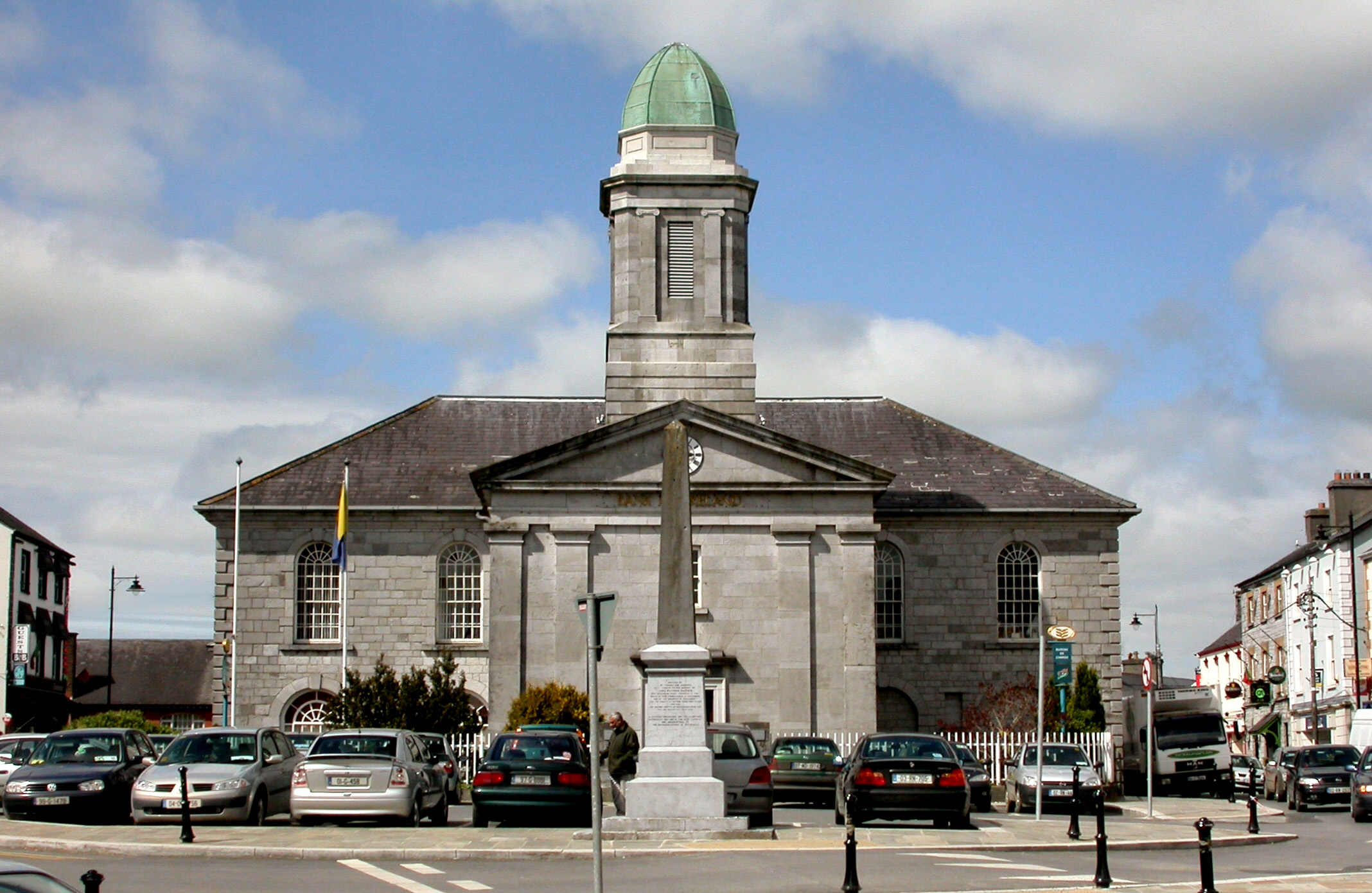

로스커먼(영어: Roscommon, 아일랜드어: Ros Comáin)은 아일랜드 로스커먼주의 주도이다.